# Albert Rust
Albert Rust (født 10. oktober 1953 i Mulhouse) er en fransk tidligere fodboldspiller og nuværende træner, der var målmand i flere klubber og med til to slutrunder med det franske landshold.

## Aktiv fodboldkarriere
Rust spillede først for klubben ASCA Wittelsheim, inden han i 1978 kom til FC Sochaux. Her var han frem til 1987, hvor han skiftede til Montpellier HSC, inden han efter tre sæsoner her sluttedes sin aktive karriere med en enkelt sæson i AS Monaco. Han vandt en enkelt titel på klubplan, da han i 1990 var med til at vinde Coupe de France med Montpellier.
Han kom med i den franske A-landsholdstrup til EM i fodbold 1984, hvor han dog ikke fik spilletid, da Frankrig blev europamestre. Da han ikke havde spillet VM-kampe, kunne han godt spille på Frankrigs OL-landshold ved OL 1984 i Los Angeles, som var første gang, professionelle spillere kunne deltage i OL. Turneringen var præget af den sovjetisk-ledede boykot af legene, der betød, at alle medaljevinderne fra OL 1980 i Moskva ikke deltog. Frankrig vandt sin indledende pulje, og i kvartfinalen besejrede franskmændene Egypten, mens det i semifinalen gik ud over Jugoslavien efter forlænget spilletid. Finalen blev en kamp mellem Frankrig og Brasilien, og den endte med 2-0 til Frankrig, der dermed fik guld, mens sølvet gik til Brasilien og bronzen til Jugoslavien. Rust spillede alle kampe for holdet i turneringen.
Rust var med A-landsholdet et par år frem uden at opnå spilletid og deltog også ved VM 1986. Her opnåede han sin eneste A-landskamp, da han spillede holdets sidste kamp, kampen om tredjepladsen, som Frankrig vandt med 4-2 efter forlænget spilletid mod Belgien og dermed vandt bronze.

## Trænerkarriere
Efter han stoppede sin aktive karriere, havde Rust en periode, hvor han havde forskellige ansættelser som træner, i forskellige klubber (primært franske). Det var oftest som hjælpe- eller målmandstræner, men han havde dog også kortere ansættelser som cheftræner.